# 山中光茂
山中 光茂（やまなかみつしげ、1976年（昭和51年）1月15日 - ）は、日本の政治家、医師、作家。
三重県松阪市長（2期）、三重県議会議員（1期）を務めた。医療法人社団しろひげファミリー理事長、しろひげ在宅診療所院長。

## 経歴
三重県松阪市生まれ。松阪市立松江小学校、私立三重中学校・高等学校、慶應義塾大学法学部法律学科卒業。1998年（平成10年）4月、群馬大学医学部に学士入学し卒業、2003年（平成15年）3月、医師免許を取得。
学生時代には、歌舞伎町での名物スカウトとして約５年間家族に仕送りを送りながら、当時の外務公務員採用I種試験に合格する。ただ、外務省に入らず、途上国医療に関わりたいという思いから群馬大学医学部に入学。松下政経塾の出身であり、2004年（平成16年）からは「NPO法人少年ケニアの友」の医療担当専門員となり、ケニアにおけるエイズプロジェクトを立ち上げなどに関わる。その後、民主党の三重県総支部連合や伊藤忠治衆議院議員事務所の研修生を行った後、衆議院議員の政策秘書を務めた。2007年（平成19年）には三重県議会議員に立候補し、当選を果たした。
2009年（平成21年）の松阪市長選挙に連合三重の推薦と地元出身衆議院議員らや県議・市議らの支援を受けた現職に対して対峙し、渡辺喜美の支援を受けて無所属市民派として当選する。相手候補に対し、自民党の石破茂、民主党の岡田克也など、政党幹部が繰り返し応援に入ったが、市民による草の根選挙により、前任者である下村猛をおよそ8,000票の差で破り、当選時点で大阪府箕面市第15代市長を務めていた34歳の倉田哲郎を抜き、当時全国最年少の市長となった。
当選後、市民の声を政策の基軸とする「シンポジウムシステム」や「住民協議会制度」の導入など、「市民主権」のまちづくりを率先して行い、スイスジュネーブで行われる世界市長会議や中国無錫市で行われる国際フォーラムなどに日本代表として招かれるなど世界的な評価をうける。第５回マニフェスト大賞において、市民主体の政策形成について高い評価によりマニフェスト大賞グランプリを受賞する。
アエラにて、小泉進次郎とともに「将来の日本を担う１００人」に選ばれるほか、各種雑誌やメディアなどで特集を組まれる。ビートたけしのテレビタックル、激論コロシアム、報道２００１、報道ステーションなど多数テレビ番組にも出演。
2013年（平成25年）1月27日にまた渡辺喜美らの応援を受けて、自民、民主、公明などの相乗り候補を破って、選挙運動も行わない、選挙により、市民に絶大なる支援をうけ大差で再選されて2期目をつとめた。市立松阪図書館の改修計画を巡って市議会と対立し、関連予算が議会で否決されるなどしたことから、2014年12月以降繰り返し辞職を表明した。その後、支持者団体から松阪市議会リコール運動が起こされたために、推移を見守っていたが、同年8月に市議会リコール請求の有効署名が法定数に満たなかったことが確定したことを受けて、8月13日に辞職願を市議会議長に提出し、記者会見で「政治の世界から身を引く」と政界引退も表明した。
現在は、東京江戸川区のしろひげ在宅診療所において、院長として「在宅医療」の普及に尽力をしている。
また、角川春樹から小説執筆の依頼を受け、2021年3月には角川春樹事務所から「小説　しろひげ在宅診療所」を出版して作家デビューしている。
2025年6月9日に行われた和田秀樹を代表とする政治団体「幸齢党」の記者会見に、「発起人」として参加した。

## 市長就任後
松阪市長当選後の2009年（平成21年）2月6日には市長として松阪市役所に初登庁し「ここからの行動が市民の生活に影響するという重みを感じる。いすの座り心地に慣れてしまわないよう、現場に飛び込みたい」という抱負を述べた。
市長当選以降は渡辺喜美が発足させた国民運動体に中心メンバー15人のうちの1人として参加し、また第22回参議院議員通常選挙三重県選挙区で民主現職の芝博一の対抗馬として中高時代の同級生であった元医師の矢原由佳子をみんなの党から擁立する等、渡辺との関係を維持する一方、後述する松阪牛商標権問題や子ども手当問題に絡み、出身政党である民主党政権に対する批判を強めている。
前下村市長時代に裁判となっていた、駅西再開発問題をはじめ、保育園の民営化問題、風車事業、市民病院や競輪事業の再生などにおいて「シンポジウムシステム」として、市民とともに議論をしながら政策形成するシステムをすくり、マニフェスト大賞グランプリを得たり、アエラの次世代を担う１００人に選ばれるなどの市内外での評価を受ける。
住民協議会システムを創り、地域における「自立したまちづくり」支援システムを構築し、全国から松阪モデルとして住民協議会システムのひろがりのきっかけとなる。

### 主な活動
- 「しがらみのない政治」を打ち出し[疑問点 – ノート]、「市民が役割と責任を持つ地域づくり」を市長自らが主導。市民から絶大なる人気を持ち続け[疑問点 – ノート]、世界市長会議代表[疑問点 – ノート]、マニフェスト大賞グランプリなど数々の実績を残している。選挙に置いても常に全ての政党や各種団体を相手にまわし[疑問点 – ノート]、一切各種団体などからの支援を受けずに[疑問点 – ノート]圧勝を繰り返した[疑問点 – ノート]。

「住民参加型のシンポジウムシステム」「地域づくりの住民協議会システム」は多くの自治体からモデルケースとして評価をされて受け継がれている。
民間企業とも連携を強める政策を行い、三越伊勢丹の大西洋会長、東急不動産ホールディングスの金指潔会長、ハリウッド化粧品の牛山会長などとは強く交流を結んでおり、市政において様々な企業との「明るい癒着」という戦略をとっていた。
- 松阪市長として中国での無断での松阪牛の商標登録に抗議して日本の正当な松阪牛の商標登録を中国で申請している。この問題を民主党政権にも要望を行っているが、上述の山中と民主党との対立により民主党側が要望を受け取らない状況となっており、山中側は止む無くみんなの党、自民党に要望を聞いてもらう事態となっている。
- 民主党政権が成立させた子ども手当法に対して批判的立場から活動を行っており、2010年（平成22年）3月に参考人として招致された厚生労働委員会でも同法を「天下の愚策」と述べた上で、「松阪市に支給される子ども手当は76億円あるが、これをやらない代わりにこの資金で無税地域が実現できる、又は高齢者施策として国保税、介護保険料、後期医療保険料を全部無料にすることができる」と発言した[19]。更に同年4月には子ども手当を中心とした民主党政権の施策に問題を感じていた11人の地方自治体首長が政策提言グループ「現場から国を変える首長の会」を発足。光茂も発起人代表として参加[20]。5月には首長の会として子ども手当に関する要望書を民主党並びに政党要件を満たす政党計9党に提出。要望書を受け取った政党の内みんなの党、公明党、共産党、自民党の4党が回答した他、要件を満たしておらず要望書を受け取っていなかった日本創新党も自発的な回答を行ったが、民主党は1ヶ月経っても回答を寄せず、光茂が6月22日に行った記者会見で「政権政党として無責任」と批判[21]した2日後に提出した。

- 2013年3月に佐賀県の武雄市図書館・歴史資料館を視察し、武雄市長（当時）樋渡啓祐を松阪市のシンポジウムに呼ぶなどして武雄市と同様の形態の図書館にすることを目指したが市民に敬遠され[22]、代わりにPFIの導入を含めた改革案を提示した[23]が市議会と対立し、辞職を表明、支持者団体による市議会リコールの不成立を経て、辞職に至った。

- 2014年7月、集団的自衛権行使を容認する閣議決定は、国民の平和的生存権を保障する憲法に反するとして、違憲確認を求めて提訴する意向を明らかにしている[24]。

ピースウイングという「集団的自衛権は違憲」として訴訟につなげる団体を立ち上げ、一万人近くの賛同者を集め、伊藤真弁護士などと協力をして違憲訴訟原告団を創ることの発起者として活動した。弁護団ができた後に本人は訴訟から一線を引いて、ピースウイングのメンバーを違憲訴訟への思いをつながる原告団へと移行してもらった。憲法問題については、小林節慶応義塾大学法学部教授と共著で書籍を書いている。現在は全国で平和や憲法に関する講演活動も行い続けている。

## 関連書籍
- 市長の夢 19人の青年市長[25]日本ドリームプロジェクト（編）『市長の夢―19人の青年市長×きむ』いろは出版、2010年9月。ISBN 978-4902097344。
- 『巻き込み型リーダーの改革 独裁型では変わらない！』、日経BP出版、2012年12月。ISBN 9784822274603。
- 『たかが一内閣の閣議決定ごときで 亡国の解釈改憲と集団的自衛権』、皓星社、2014年10月。ISBN 9784774404967。
- 『小説 しろひげ在宅診療所』、角川春樹事務所、2021年3月。ISBN 9784758413725。
- 『余命わずかの幸せ──在宅医の正しい寄り添い方』、青灯社、2023年10月。ISBN 9784862281272。